# Beatriz de Navarra, Duquesa da Borgonha
Beatriz de Navarra ou Beatriz de Champanhe (em francês:  Beatrice; 1242 – Castelo de Villaines-en-Duesmois, fevereiro ou após julho de 1295) foi uma infanta de Navarra por nascimento. Ela foi duquesa da Borgonha como a segunda esposa de Hugo IV, Duque da Borgonha.

## Família
Beatriz foi a terceira filha e sexta criança nascida do rei Teobaldo I de Navarra, Conde de Champanhe, e de sua terceira esposa, Margarida de Bourbon.
Os seus avós paternos eram Teobaldo III de Champanhe e Branca de Navarra. Os seus avós maternos eram o condestável da França, Arcambaldo VIII de Bourbon e sua primeira esposa, Alice de Forez.
Ela teve vários irmãos, que eram: Teobaldo II de Navarra, sucessor do pai, marido da princesa Isabel de França; Margarida, esposa do duque Frederico III da Lorena; Pedro, senhor de Muruzábal, e Henrique I de Navarra, sucessor do irmão, casado com Branca da Artésia como seu primeiro marido.
Ela também teve uma meia-irmã mais velha, que foi fruto do segundo casamento do pai com Inês de Beaujeu: Branca, esposa de João I, Duque da Bretanha.

## Biografia
Beatriz, que era senhora de l'Isle-sous-Montréal, se casou com o duque Hugo IV da Borgonha, que era 29 anos mais velho do que ela. O contrato de casamento foi assinado em novembro de 1258, quando ela tinha aproximadamente 16 anos, e ele tinha 45. Hugo era filho de Eudo III, Duque da Borgonha e de Alice de Vergy. Hugo já havia sido casado com Iolanda de Dreux, que morreu em 1248, após ter tido sete filhos.
Beatriz e Hugo tiveram cinco filhos juntos, quatro meninas e um menino. 
Hugo faleceu em outubro 1272, aos 59 anos de idade. Apesar de ter apenas 30 anos ao ficar viúva, a duquesa não se casou novamente. Ela passou a morar no Castelo de L'Isle-sur-Serein. 
Em 2 de setembro de 1273, ela renunciou a qualquer reivindicação à sucessão do irmão.
Beatriz brigou com o enteado, Roberto II, Duque da Borgonha, motivo o qual levou a duquesa viúva a pedir pela proteção do rei Filipe II de França.
Beatriz morreu em 1295, com cerca de 53 anos.

## Descendência
- Hugo (m. após janeiro de 1288), visconde de Avallon. Foi casado com Margarida de Salins, senhora de Montréal, com quem teve uma filha, Beatriz, que foi noiva de Tomás, 2.° Conde de Lencastre;
- Beatriz (m. 1328/29), senhora de Grignon. Foi esposa de Hugo XIII de Lusinhão, mas não teve filhos;
- Isabel (1270 – 1323), foi rainha da Germânia como a segunda esposa de Rodolfo I da Germânia, com quem teve apenas uma filha, Joana;
- Margarida (m. 1300), senhora de Vitteaux. Foi a primeira esposa de João I de Chalon-Arlay, com quem teve três filhos;
- Joana (m. antes de 1285), freira em Provins.